# 石塚かえで
石塚 かえで（いしづか かえで、1992年7月25日 - ）は、日本の女優。兵庫県出身。月の羊所属。2022年3月までは、ヒラタオフィスに所属していた。。2015年8月まではヒラタオフィスの新人タレント研修部門であるフラッシュアップに所属していた。

## 人物・エピソード
- 趣味はお弁当作り。
- 特技はテニス。
- Panasonicリフォーム「20歳のリフォーム」のCMに両親と出演。KANの「愛は勝つ」を歌い、ネット等で話題に。

## 出演

### 映画
- 日々ロック（監督：入江悠）（2014年公開）
- BREAK（監督：アンソニー・ディアズ5世）ヒロイン・アサ役（2015年）
- チェリーボーイズ（監督：西海謙一郎）桧垣役（2018年2月17日公開）

### CM
- バンダイナムコゲームス「テイルズオブエクシリア2」（2012年）
- 全国労働金庫協会（2012年）
- ボートレース（2013年）
- 春華堂「うなぎパイ」（2013年）
- NHKオンデマンド広報スポット（2013年）
- mobage「大連携!!オーディンバトル」大恋愛篇（2013年）
- Panasonic「20歳のリフォーム」（2013年）
- じゃらんnet 50歳からのじゃらん篇（2013年）
- 日本経済新聞「永遠の0×日経」（2013年）
- メットライフアリコ「ま・み・む・メットライフ アリコの歌」コンサルティング篇（2014年 - 2016年）
- すき家「うな牛」（2014年 - 2017年）
- わかさ生活「ブルーベリーアイ デラックス」ブルーベリーアイの気持ち篇（2014年 - 2016年）
- イナバ物置 どんどん広がる篇（2014年 - 2015年）
- ファンケル「マイルドクレンジングオイル」舞妓篇/みんな篇（2014年 - 2015年）
- ケンタッキー・フライド・チキン 国内産篇/カーネリングポテト篇/プレミアムフィレサンド篇（2015年 - 2016年）
- ブラナビプラス「ブラなび+」（2017年 - 2018年）
- 明治安田生命「ライト！続けやすい篇」（2017年 - 2019年）
- アイスタイル「アットコスメショッピング」（2019年）
- 日本郵便「年賀状印刷」ものぐささんゆうびん篇（2019年 - 2020年）
- スピカ「ネイルブック」名刺交換篇/お土産篇（2020年）
- リクルートキャリア「リクナビNEXT」NEXT PAGE篇（2020年 - 2021年）
- りらくる 価格の理由篇（2020年 - 2023年）
- LINE「LINEトーク占い」(2020年 - 2021年）
- アマゾンジャパン「Amazonプライムビデオ」お風呂篇（2021年）
- オービックビジネスコンサルタント「奉行クラウド」奉行クラウドでデジタル化 人事労務篇/経理篇（2021年-2023年）
- 池田模範堂「オデキュアEX」（2022年-）
- NTTdocomo「irumo」スマホを身近に篇（2023年）
- 盛田グループ 100周年（2023年-）
- RICOH 「RICOH kintone plus」入れてる会社はキントン拍子篇（2023年-）

### WEB
- 新日鉄興和不動産（2012年）
- 明光義塾（2013年）
- リクルート「ナースフル」（2013年）
- ショートムービー エーザイ「菜津美の空」（2013年 - 2014年） - 主役：三神菜津美 役
- 肥後銀行「カードローン」（2013年）
- ソフトバンク（2014年）
- ファイザー製薬「セレコックス」（2016年 - ）
- JTBワールドバケーションズ「ルックJTB安心パック」（2017年 - 2019年）
- ベネッセコーポレーション「たまひよ」（2020年 - ）
- ニューギン「花の慶次」（2023年-）

### 舞台
- WILD HALF（2014年1月9日－1月11日、コア・いけぶくろ） - 和泉知子 役
- 劇団平熱43度「熱血戦隊！ハートレンジャー！」（脚本・演出：桃原秀寿、2014年12月10日 - 12月14日、八幡山ワーサルシアター） - 黄桜愛里 役
- Superendroller「Sea,She,See」演出：濱田真和（2015年）
- RISU PRODUCE『片隅に灯す』演出：朝枝知紘（2022年）
- Asaeda pro『ホタルの夜明け』演出：朝枝知紘（2023年）

### ドラマ
- 鍵のかかった部屋（2012年、CX） - ホテル店員役
- 梅ちゃん先生（2012年、NHK） - 医専女学生役
- PRICELESS〜あるわけねぇだろ、んなもん!〜（2012年、CX） - REG経理課レギュラー社員役
- Amazon Prime Video 『モダンラブ・東京』エピソード5 「彼を信じていた十三日間」（2022年）

### テレビ番組
- 「金曜いただきッ! 奈良ドリームランド」リポーター（2003年、サンテレビ）
- 「金曜いただきッ!王子動物園」リポーター（2003年、サンテレビ）
- 「マザー牧場」リポーター（2011年、千葉テレビ）
- 「釣りたいっ！」リポーター(2012年 - 2016年、JCOM）
- 全力坂 立爪坂(2013年12月4日、EX)
- 全力坂 三組坂(2013年12月16日、EX)
- エミレーツ航空「LETTER TO YOU～感謝の手紙を大切な人へ」（2016年10月13日放送、BS日テレ）

### 広告
- アイデム「ジョブラス新卒2014」(インフォマーシャル)（2012年）
- グラクソ・スミスクライン「シュミテクト」(インフォマーシャル)（2012年）
- キャンドゥ（2013年）
- ECCジュニア(インフォマーシャル) （2013年）
- サイクルベースあさひ(インフォマーシャル)（2013年）
- ASBee「Coleman」（2013年）

### ポスター
- 川崎大師（2012年）

### 雑誌
- 「カンタンだけどもり上がる　保育のあらゆる現場で使える!　ちょこっとマジック」（2012年）
- 「絵本館シリーズ」（2013年）
- De☆View 2013年11月号「気になるあのコはだ〜れ?」コーナー(P100)（2013年10月1日発売）
- CM NOW VOL.165 2013年11／12月号 「NOW&HOW to CM」コーナー(P109)（2013年10月10日発売）
- 女性自身 今週の町ネタ[3]（2013年）
- ポット（2013年 - ）
- 丸井Voi’17秋号 （2017年）